# Yalbandan
Yalbandan (em persa: , também romanizada como Yālbandān) é uma aldeia do distrito rural de Kelarabad, no condado de Abbasabad, da província de Mazandaran, Irã.
No censo de 2006, sua população era de 611 habitantes, em 170 famílias.